# Cyphon distans
Cyphon distans is een keversoort uit de familie moerasweekschilden (Scirtidae). De wetenschappelijke naam van de soort werd in 1977 gepubliceerd door Bernard Klausnitzer.